# Postkoitale Müdigkeit
Der Begriff der postkoitale Müdigkeit (englisch postcoital sleepiness oder postcoital somnolence) beschreibt das Phänomen der Schläfrigkeit oder des Einschlafens unmittelbar nach dem sexuellen Akt, insbesondere nach dem Orgasmus. Trotz seiner Alltagsrelevanz ist das Phänomen nur rudimentär untersucht. Hinsichtlich der Gründe für postkoitale Müdigkeit bestehen verschiedene Erklärungsansätze.

## Empirische Befunde
Müdigkeit, die sich nach dem geschlechtlichen Verkehr einstellt, wurde bereits in der antiken Literatur thematisiert und mit unterschiedlichen Erklärungsansätzen gedeutet. Frühe systematische Studien wie jene von Halpern und Sherman (1979) zeigten, dass Männer nach dem Geschlechtsverkehr tendenziell schneller einschlafen als Frauen, wobei sich dieser Unterschied nach etwa einer Stunde nivellierte. Brissette et al. (1985) untersuchten die schlaffördernde Wirkung von Masturbation, fanden jedoch keine signifikanten Effekte auf die Einschlaflatenz – möglicherweise beeinflusst durch methodische Faktoren wie Forscheranwesenheit oder die Verwendung rektaler Sonden zur Messung des Orgasmus. Neuere Studien zeichnen ein differenzierteres Bild: Nach Ellison (2000) gab etwa ein Drittel der befragten Frauen, welche in den vergangenen drei Monaten masturbiert hatten an, Masturbation gezielt zur Schlafinduktion zu nutzen. Krüger und Hughes (2011) fanden, dass Männer und Frauen nach Geschlechtsverkehr ähnlich schnell, Frauen jedoch bei ausbleibender sexueller Aktivität schneller einschliefen. Lastella et al. (2019) identifizierten keine geschlechtsspezifischen Unterschiede in Schlafqualität oder Einschlafzeit nach sexuellem Kontakt mit Orgasmus.

## Biochemische Zusammenhänge
Ein möglicher biologischer Mechanismus postkoitaler Müdigkeit besteht in der hormonellen und neurochemischen Reaktion auf den Orgasmus. Insbesondere dem Hormon Prolaktin wird in diesem Zusammenhang eine zentrale Rolle zugeschrieben. Brody und Krüger (2006) konnten zeigen, dass die Prolaktinkonzentration nach koitalem Orgasmus etwa fünfmal höher ausfällt als nach Masturbation. Auch wenn bislang nicht eindeutig geklärt ist, ob Prolaktin direkt somnogen wirkt oder lediglich mit anderen schlafregulierenden Prozessen assoziiert ist, gilt ein Anstieg des Prolaktinspiegels im Verlauf des Einschlafens als empirisch gesichert. Darüber hinaus werden beim Orgasmus auch Oxytocin und Vasopressin freigesetzt – zwei Neuropeptide, die mit sozialem Bindungsverhalten assoziiert sind und möglicherweise zu einer psychophysiologischen Entspannung beitragen.

## Evolutionspsychologische Erklärungsansätze
Im Rahmen der evolutionspsychologischen und biopsychologischen Forschung zur postkoitalen Müdigkeit wurden drei zentrale theoretische Ansätze formuliert, die unterschiedliche adaptive Funktionen insbesondere des weiblichen Orgasmus betonen: die Poleaxe-Hypothese, die Pair-Bonding-Hypothese sowie die Sire-Choice-Hypothese.
Poleaxe-Hypothese
Nach dieser Hypothese entfaltet der weibliche Orgasmus eine sedierende Wirkung, um das Einschlafen der Frau nach dem Geschlechtsverkehr zu erwirken. Diese durch den Orgasmus induzierte Sedierung begünstigt demnach eine prolongierte Phase postkoitaler Immobilität in dorsaler Position, wodurch die unmittelbare gravitative Wirkung auf den retrograden Spermientransport innerhalb des weiblichen Genitaltrakts abgeschwächt wird. In der Folge kann die Wahrscheinlichkeit einer Konzeption erhöht werden. Die sedierende Wirkung wird somit nicht lediglich als epiphänomenale Begleiterscheinung betrachtet, sondern als möglicher adaptiver Mechanismus im Rahmen der Bipedia des Homo sapiens. Bei einer bipedalen Spezies, bei der Koitus nicht zwangsläufig in dorsaler Lage erfolgt, könnte ein solcher Sedierungseffekt evolutionär selektiert worden sein, insofern er die Samenretention und damit die reproduktive Fitness beider Geschlechter optimiert. 
Pair-Bonding-Hypothese
Nach diesem Ansatz fördern sowohl weiblicher als auch männlicher Orgasmus die emotionale Bindung zwischen den Sexualpartnern. Diese Affektbindung, vermittelt über die Ausschüttung von Oxytocin, soll die Etablierung und Aufrechterhaltung stabiler Paarbeziehungen unterstützen, was wiederum die Wahrscheinlichkeit väterlicher Investition in die Nachkommen erhöht.
Sire-Choice-Hypothese
Diese Theorie versteht den weiblichen Orgasmus als ein Selektionsinstrument, das es Frauen ermöglicht, die genetische Qualität potenzieller Partner zu beurteilen. Empirische Studien zeigen eine positive Korrelation zwischen der Häufigkeit und Intensität weiblicher Orgasmen und verschiedenen Indikatoren männlicher Fitness – etwa Körperproportionen, Humor, geringer Fluktuierender Asymmetrie sowie sozioökonomischem Status. Zusätzlich wird angenommen, dass orgasmusinduzierte vaginale und uterine Kontraktionen den Spermientransport fördern und somit die Konzeption begünstigen. Die postorgasmische Sedierung wird in diesem Modell als Mechanismus interpretiert, der die Spermienretention verlängert, insbesondere bei Männern mit hoher genetischer Qualität. Diese Hypothese steht jedoch im Widerspruch zu anderen theoretischen Ansätzen zum weiblichen Orgasmus.
Diese drei Hypothesen sind dabei nicht notwendigerweise als konkurrierend zu verstehen, sondern können sich in ihrer explanatorischen Reichweite ergänzen.